# Copa COSAFA 1999
La copa COSAFA 1999 fue la tercera edición de la Copa COSAFA, un torneo internacional disputados por equipos reconocidos por la FIFA. Está edición se jugó entre 7 de febrero y el 2 de octubre de 1999, el anfitrión se desconoce. Comenzaron los partidos como octavos de final.

## Equipos participantes
| Equipos participantes | Equipos participantes | Equipos participantes | Equipos participantes |
| --------------------- | --------------------- | --------------------- | --------------------- |
| Angola                | Botsuana              | Lesoto                | Malaui                |
| Mozambique            | Namibia               | Suazilandia           | Sudáfrica             |
| Zambia                | Zimbabue              |                       |                       |

## Primera fase
| 7 de febrero de 1999 | Lesoto              | 1:0 | Namibia |                                                                |                                                                |
|                      | Teele Ntsonyana 11' |     |         | Asistencia: 12.000 espectadores Árbitro(s): Alousious Sesiskue | Asistencia: 12.000 espectadores Árbitro(s): Alousious Sesiskue |

| 20 de febrero de 1999 | Sudáfrica                            | 2:1 | Botsuana            |                                                              |                                                              |
|                       | Polen Ndlanya 36' · Alfred Phiri 40' |     | Dipsy Selolwane 13' | Asistencia: 25.000 espectadores Árbitro(s): Lovemore Marange | Asistencia: 25.000 espectadores Árbitro(s): Lovemore Marange |

| 24 de abril de 1999 | Angola                                    | 2:1 | Malaui        |                                                              |                                                              |
|                     | António Mendonça 76' · Patrick Mabedi 80' |     | Moises II 60' | Asistencia: 10.000 espectadores Árbitro(s): Walter Mochubela | Asistencia: 10.000 espectadores Árbitro(s): Walter Mochubela |

| 9 de mayo de 1999 | Suazilandia                                   | 3:1 | Mozambique       |                                                             |                                                             |
|                   | Tholeni Nkambule 14', 40' · Dennis Masina 65' |     | Tomas Iguana 68' | Asistencia: 18.000 espectadores Árbitro(s): Samuel Moeketsi | Asistencia: 18.000 espectadores Árbitro(s): Samuel Moeketsi |

## Play-offs
| 22 de mayo de 1999 | Namibia         | 1:1 (4:2 p.) | Malaui                   |                                                               |                                                               |
|                    | Simon Uutoni 1' |              | Bimbo Tjihero 44' (a.g.) | Asistencia: 20.000 espectadores Árbitro(s): Harris Shikapande | Asistencia: 20.000 espectadores Árbitro(s): Harris Shikapande |

| 28 de mayo de 1999 | Mozambique                             | 2:0 | Botsuana |                                                              |                                                              |
|                    | Dário Monteiro 12' · Arnaldo Ouana 44' |     |          | Asistencia: 15.000 espectadores Árbitro(s): Ferdinand Gadaga | Asistencia: 15.000 espectadores Árbitro(s): Ferdinand Gadaga |

## Cuartos de final
| 4 de julio de 1999 | Angola      | 1:0 | Lesoto |                                                            |                                                            |
|                    | Betinho 25' |     |        | Asistencia: 11.000 espectadores Árbitro(s): Enoch Nkambule | Asistencia: 11.000 espectadores Árbitro(s): Enoch Nkambule |

| 18 de julio de 1999 | Suazilandia        | 1:1 (4:3 p.) | Zimbabue           |                                                         |                                                         |
|                     | Kaitiano Tambo 61' |              | Bongani Mdluli 90' | Asistencia: 18.000 espectadores Árbitro(s): Júnior Arao | Asistencia: 18.000 espectadores Árbitro(s): Júnior Arao |

| 31 de julio de 1999 | Namibia              | 1:1 (4:1 p.) | Sudáfrica         |                                                                   |                                                                   |
|                     | Johannes Hindjou 50' |              | Ndlanya Polen 33' | Asistencia: 12.000 espectadores Árbitro(s): José Pinto D'Oliveira | Asistencia: 12.000 espectadores Árbitro(s): José Pinto D'Oliveira |

| 7 de agosto de 1999 | Zambia            | 1:1 (4:3 p.) | Mozambique              |                                                               |                                                               |
|                     | David Siamese 71' |              | Davies Phiri 20' (a.g.) | Asistencia: 40.000 espectadores Árbitro(s): Matheins Amadhila | Asistencia: 40.000 espectadores Árbitro(s): Matheins Amadhila |

## Semifinales
| 14 de agosto de 1999 | Angola      | 1:0 | Zambia |                                                              |                                                              |
|                      | Betinho 70' |     |        | Asistencia: 40.000 espectadores Árbitro(s): Petros Mathabela | Asistencia: 40.000 espectadores Árbitro(s): Petros Mathabela |

| 28 de agosto de 1999 | Namibia               | 4:2 | Suazilandia        |                                                               |                                                               |
|                      | Silvester Goraseb 67' |     | Dennis Massina 89' | Asistencia: 12.000 espectadores Árbitro(s): Alousious Sesikwe | Asistencia: 12.000 espectadores Árbitro(s): Alousious Sesikwe |

## Final
| 26 de septiembre de 1999 | Angola      | 1:0 | Namibia |                                                            |                                                            |
|                          | Betinho 13' |     |         | Asistencia: 25.000 espectadores Árbitro(s): Wilfred Mukuna | Asistencia: 25.000 espectadores Árbitro(s): Wilfred Mukuna |

| 2 de octubre de 1999                  | Namibia            | 1:1 | Angola    |                                 |                                 |
|                                       | Eliphas Shivute 7' |     | Zico 102' | Asistencia: 12.000 espectadores | Asistencia: 12.000 espectadores |
| Angola gana 2:1 en el marcador global |                    |     |           |                                 |                                 |

## Campeón
| Copa COSAFA 1999  |
| ----------------- |
| Bandera de Angola |
| Angola 1º Título  |